# Slick (Band)
Slick war eine Punk-Band aus Berlin. Ihr Stil war Punk und Grunge.

## Diskografie

### Alben
- 1995: Slick (Subway Records)
- 1997: Electric Bäbyländ (Subway Records)

### Singles und EP
- 1993: Coron Overdrive (Trash City Records Berlin, TCR 08)
- 1994: Meat (Jukkim Record - Finnland, JUMI-003)
- 1997: Extrem Mix (Subway Records)

### Sampler
- 1993: Trashmash II - Suck (Trash City Records, TCR 09)
- 1995: Bitte Lächeln - Goodbye (Dizzy Hornet Records, DHR 04)
- 1995: Tomorrow's Pebbles Today! Box Set auf CD2 - Stay Away (Twang Records Berlin)

### Soundtrack
- 1993 zum Film Trouble „Hidden track“ (Indigo)